# Royal Borough of Windsor and Maidenhead
Royal Borough of Windsor and Maidenhead är en enhetskommun i Berkshire i England,  Storbritannien. Kommunen har 154 738 invånare (2022). 
Kommunen, som ligger cirka 35 km väster om centrala London, är känd för staden Windsor, tidigare även kallad New Windsor, och dess slott Windsor Castle. Inom kommunen finns även Eton College, hästkapplöpningsbanan Ascot Racecourse samt ett Legoland. Kommunens centralort är Maidenhead.
Kommundelarna Maidenhead och New Windsor, med cirka 45 procent av kommunens befolkning, är unparished areas. Resterande del av kommunen är indelad i civil parishes:

- Bisham
- Bray
- Cookham
- Cox Green
- Datchet
- Eton (town)
- Horton
- Hurley
- Old Windsor
- Shottesbrooke
- Sunningdale
- Sunninghill and Ascot (med staden Ascot)
- Waltham St. Lawrence
- White Waltham
- Wraysbury